# Jan Karol Kochanowski

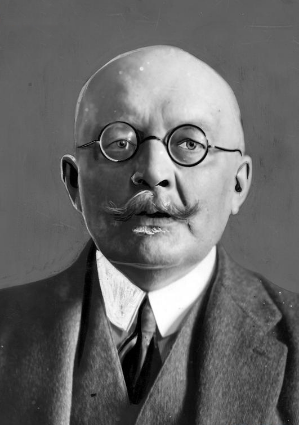
Jan Karol Korwin-Kochanowski

Jan Karol Kochanowski-Korwin, född 30 januari 1869 i Rożenku, död 6 oktober 1949 i Cielądz, var en polsk historiker. 
Kochanowski studerade vid Jagellonska universitetet i Kraków under Adolf Pawińskis ledning samt i Breslau och gjorde sig känd som flitig bearbetare speciellt av den polska medeltidens historia (arbeten om Kasimir den store 1900, Witold Kiejstutowicz samma år) samt som utgivare av Pawińskis efterlämnade samlingar ("Teki Pawinskiego", 1901 och senare). Han blev senare professor i polsk medeltidshistoria vid universitetet i Warszawa.